# Наро-Фоминский район
На́ро-Фоми́нский райо́н — упразднённая административно-территориальная единица (район) и одноимённое бывшее муниципальное образование (муниципальный район) в Московской области России.
Образован в 1929 году. Прекратил своё существование в 2017 году: преобразован в город областного подчинения Наро-Фоминск с административной территорией, а Наро-Фоминский муниципальный район преобразован в Наро-Фоминский городской округ с упразднением всех ранее входивших в него поселений.
Административный центр — город Наро-Фоминск. На территории также располагались города Апрелевка и Верея и посёлки городского типа Калининец и Селятино.

## География
Площадь территории района на момент упразднения составляла 1547,43 км², на момент до расширения Москвы 2012 года — 1929 км². 
Северо-восточная граница проходила в 23 км от МКАД, юго-западная — в 110 км.
Район граничил:
- с запада — с Можайским районом Московской области;
- с севера — с Одинцовским и Рузским районами Московской области;
- на северо-востоке — с ЗАТО Краснознаменска Московской области;
- на востоке — с Новомосковским и Троицким округами Москвы;
- на юге — с Калужской областью.

Внутри территории района был один анклав ЗАТО Молодёжный.

## Население
| 1931     | 1939     | 1959     | 1970     | 1979     | 1989     | 2002     |
| -------- | -------- | -------- | -------- | -------- | -------- | -------- |
| 50 265   | ↗77 384  | ↗124 631 | ↘93 585  | ↗105 835 | ↗112 685 | ↗191 596 |
| 2006     | 2009     | 2010     | 2011     | 2012     | 2013     | 2014     |
| ↘171 305 | ↗194 097 | ↘189 763 | ↗191 855 | →191 855 | ↘152 407 | ↗152 845 |
| 2015     | 2016     | 2017     |          |          |          |          |
| ↗153 894 | ↗155 010 | ↗157 273 |          |          |          |          |

По состоянию на 2009 год по данным администрации население Наро-Фоминского района (в границах до 2012 года) составляло 192,7 тыс. человек. При этом
- более 58,6 % проживало в трёх городах района (Апрелевка, Верея и Наро-Фоминск) и посёлках городского типа
- 66,4 % людей трудоспособного возраста
- 47,0 % занято в различных отраслях экономики
- 65,1 % в сфере материального производства
- 34,98 % в непроизводственной сфере.

## История
Наро-Фоминский район был образован 12 июля 1929 года в составе Московского округа Московской области на территории бывших Наро-Фоминской и Петровской волостей Звенигородского уезда Московской губернии. В состав района вошли город Наро-Фоминск и сельсоветы:
- из Наро-Фоминской волости: Архангельский, Атепцевский, Бархатовский, Больше-Горковский, Больше-Семенычевский, Головенькинский, Ивановский, Каменский, Котовский, Крюковский, Любановский, Мишуковский, Могутовский, Новинский, Новофедоровский, Плесенский, Рождественский, Ташировский, Чешковский
- из Петровской волости: Кузнецовский, Кутьменевский, Новиковский, Рассудовский, Рудневский.

20 мая 1930 года из Звенигородского района в Наро-Фоминский были переданы Больше-Покровский, Больше-Свинорский, Глаголевский, Давыдковский, Игнатовский, Ильинский, Крутиловский, Лукинский, Мартемьяновский, Марушкинский, Петровский, Подосинковский и Тарасковский сельсоветы. Тогда же из Краснопахорского района в Наро-Фоминский были переданы Дятловский и Новоселковский сельсоветы.
В 1931 году были упразднены Бархатовский, Ильинский, Кутьменевский, Новоселковский, Плесневский и Подосинковский сельсоветы.
Постановлением ВЦИК от 10 марта 1932 года Романовский сельсовет был передан из Угодско-Заводского района в состав Наро-Фоминского района.
10 марта 1935 года был образован рабочий посёлок Апрелевка. В том же году Крутиловский сельсовет был переименован в Софьинский, а Глаголевский — в Жедочевский.
5 апреля 1936 года были упразднены Лукинский и Новинский сельсоветы.
3 ноября 1938 года был образован дачный посёлок Алабино.
17 июля 1939 года были упразднены Больше-Семенычевский, Головенькинский, Давыдковский, Ивановский, Мишуковский, Новиковский, Романовский, Рудневский и Софьинский сельсоветы. Чешковский сельсовет был переименован в Настасьинский.
14 июня 1954 года были образованы Башкинский, Новиковский и Первомайский сельсоветы. Упразднены Архангельский, Больше-Горковский, Больше-Покровский, Больше-Свинорский, Дятловский, Жедочевский, Игнатовский, Котовский, Кузнецовский, Любановский, Могутовский, Настасьинский, Рождественский и Тарасковский сельсоветы.
В 1956 году был образован дачный посёлок Кокошкино.
21 мая 1959 года были упразднены Башкинский, Рассудовский и Первомайский с/с. Новиковский с/с был переименован в Алабинский. 3 июня был упразднён Верейский район. Из него в состав Наро-Фоминского района вошли город Верея; р.п. Дорохово; с/с Архангельский, Афанасьевский, Благовещенский, Богородский, Вышегородский, Клинский, Назарьевский, Новоивановский, Пареевский, Симбуховский, Федюнькинский и Шелковский. 29 августа были упразднены Алабинский, Архангельский, Богородский, Клинский, Мартемьяновский и Новоивановский с/с. Пареевский с/с был переименован в Шустиковский.
20 августа 1960 года из упразднённого Ленинского района в Наро-Фоминский был передан Первомайский с/с.
15 августа 1961 года р.п. Апрелевка преобразован в город районного подчинения (Указ Президиума Верховного совета РСФСР) (Ведомости Верховного Совета РСФСР. - 1961. - № 32 (153) от 17 августа. - С. 473).
1 февраля 1963 года город Наро-Фоминск отнесен к категории городов областного подчинения (Указ Президиума Верховного совета РСФСР) (Ведомости Верховного Совета РСФСР. - 1963. - № 5 (227) от 7 февраля. - С. 161-162).
1 февраля 1963 года Наро-Фоминский район был упразднён, часть его сельской территории передана образованному Можайскому укрупнённому сельскому району, но уже 13 января 1965 года восстановлен. В его состав вошли города Апрелевка и Верея; д.п. Алабино и Кокошкино; с/с Атепцевский, Афанасьевский, Веселёвский, Каменский, Крюковский, Марушкинский, Назарьевский, Новофёдоровский, Первомайский, Петровский, Симбуховский, Ташировский и Шустиковский.
2 февраля 1982 года посёлок Киевский получил статус рабочего посёлка.
3 февраля 1994 года сельсоветы были преобразованы в сельские округа.
1 февраля 2001 года город Наро-Фоминск утратил статус города областного подчинения.
22 июля 2004 года посёлок Селятино, административно подчиненный дачному посёлку Алабино, преобразован в рабочий посёлок Селятино, а дачный посёлок Алабино объединён с деревней Алабино.
11 июля 2006 года посёлок Калининец преобразован в рабочий посёлок Калининец.
14 июня 2017 года рабочие посёлки Калининец и Селятино отнесены в административное подчинение городу Наро-Фоминск.
23 июня 2017 года упразднены сельские поселения Атепцевское, Веселевское, Волченковское и Ташировское и города Апрелевка и Верея отнесены в административное подчинение городу Наро-Фоминск.
8 июля 2017 года город Наро-Фоминск отнесён к категории города областного подчинения Московской области, а Наро-Фоминский район упразднён.

## Административно-муниципальное деление

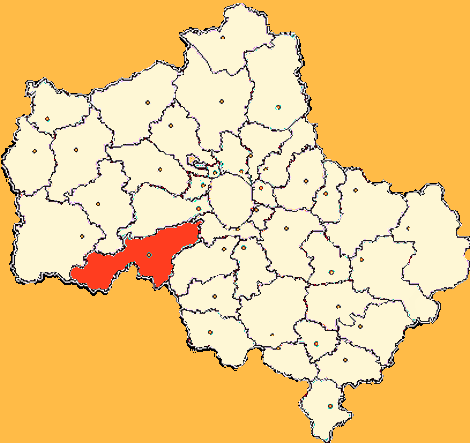
Наро-Фоминский район на карте области в границах до 2012 года

К 2004 году Наро-Фоминский район включал 3 города районного подчинения, 3 посёлка городского типа (из них 2 рабочих посёлка и 1 дачный посёлок) и 13 сельских округов. 
| №        | Административно- территориальная единица (2002) | Административный центр | Количество населённых пунктов | Население АТЕ (2002) чел. |
| -------- | ----------------------------------------------- | ---------------------- | ----------------------------- | ------------------------- |
| 1e-06    | город районного подчинения                      |                        |                               |                           |
| 1        | Наро-Фоминск                                    | г. Наро-Фоминск        | 1                             | 70475                     |
| 2        | Апрелевка                                       | г. Апрелевка           | 1                             | 18357                     |
| 3        | Верея                                           | г. Верея               | 1                             | 4957                      |
| 3.000002 | посёлок городского типа                         |                        |                               |                           |
| 4        | Алабино (с подчинёнными посёлками)              | пгт (д.п.) Алабино     | 3                             | 13772                     |
| 5        | Киевский                                        | пгт (р.п.) Киевский    | 1                             | 8256                      |
| 6        | Кокошкино (с подчинённым хутором)               | пгт (р.п.) Кокошкино   | 2                             | 9907                      |
| 6.000003 | сельский округ                                  |                        |                               |                           |
| 7        | Атепцевский сельский округ                      | село Атепцево          | 17                            | 5945                      |
| 8        | Афанасьевский сельский округ                    | деревня Волченки       | 30                            | 1749                      |
| 9        | Веселёвский сельский округ                      | деревня Веселево       | 11                            | 1580                      |
| 10       | Каменский сельский округ                        | село Каменское         | 12                            | 1603                      |
| 11       | Крюковский сельский округ                       | деревня Головково      | 20                            | 2629                      |
| 12       | Марушкинский сельский округ                     | деревня Марушкино      | 18                            | 5425                      |
| 13       | Назарьевский сельский округ                     | деревня Назарьево      | 18                            | 1446                      |
| 14       | Новофёдоровский сельский округ                  | деревня Яковлевское    | 38                            | 6949                      |
| 15       | Первомайский сельский округ                     | деревня Горчаково      | 29                            | 7886                      |
| 16       | Петровский сельский округ                       | село Петровское        | 28                            | 27515                     |
| 17       | Симбуховский сельский округ                     | деревня Симбухово      | 18                            | 1030                      |
| 18       | Ташировский сельский округ                      | деревня Таширово       | 20                            | 1358                      |
| 19       | Шустиковский сельский округ                     | деревня Шустиково      | 12                            | 757                       |

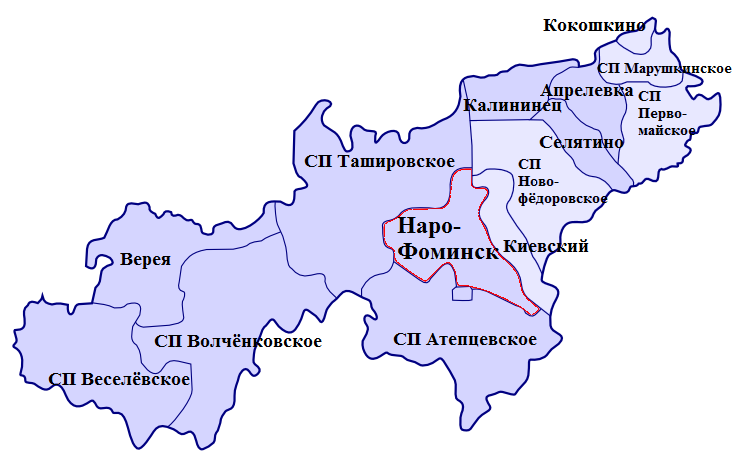
Поселения Наро-Фоминского муниципального района в 2006—2012 гг.
Светлым оттенком показаны поселения, переданные Москве в 2012 году

В 2005 году в ходе муниципальной реформы в России в рамках Наро-Фоминского муниципального района, в его составе были образованы 14 муниципальный образований нижнего уровня — 7 городских и 7 сельских поселений.
| №        | Муниципальное образование 2006—2012 | Админ. центр              | Количество населённых пунктов | Население (чел.) |
| -------- | ----------------------------------- | ------------------------- | ----------------------------- | ---------------- |
| 1e-06    | Городские поселения:                |                           |                               |                  |
| 1        | Апрелевка                           | город Апрелевка           | 9                             | ↗27 773          |
| 2        | Верея                               | город Верея               | 20                            | ↘6226            |
| 3        | Калининец                           | рабочий посёлок Калининец | 8                             | ↗22 475          |
| 4        | Киевский                            | рабочий посёлок Киевский  | 5                             | ↘12 040          |
| 5        | Кокошкино                           | дачный посёлок Кокошкино  | 5                             | ↘21 756          |
| 6        | Наро-Фоминск                        | город Наро-Фоминск        | 13                            | ↘64 518          |
| 7        | Селятино                            | рабочий посёлок Селятино  | 11                            | ↗16 349          |
| 7.000002 | Сельские поселения:                 |                           |                               |                  |
| 8        | Атепцевское                         | село Атепцево             | 29                            | ↘7196            |
| 9        | Веселёвское                         | деревня Веселёво          | 33                            | ↘2240            |
| 10       | Волчёнковское                       | деревня Волчёнки          | 47                            | ↗3857            |
| 11       | Марушкинское                        | деревня Марушкино         | 15                            | ↗16 230          |
| 12       | Новофёдоровское                     | деревня Яковлевское       | 25                            | #Н/Д             |
| 13       | Первомайское                        | посёлок Птичное           | 28                            | ↗27 069          |
| 14       | Ташировское                         | деревня Таширово          | 36                            | ↗6639            |

*серым цветом выделены территории, переданные в 2012 году в состав Москвы
При этом с точки зрения административно-территориального устройства, Наро-Фоминский муниципальный район соответствовал административно-территориальной единице Наро-Фоминский район.
С 1 июля 2012 года городские поселения Киевский и Кокошкино, а также сельские поселения Марушкинское, Новофёдоровское и Первомайское были переданы в состав Москвы в ходе реализации расширения столицы.

Поселения Наро-Фоминского муниципального района в 2012—2017 годах:
городские: 1 — Апрелевка; 2 — Верея; 3 — Калининец; 4 — Наро-Фоминск; 5 — Селятино;
сельские: 6 — Атепцевское; 7 — Веселёвское; 8 — Волчёнковское; 9 — Ташировское.
Анклавы (вне пределов муниципального района): 10 — ЗАТО Молодёжный; 11 — деревня Мачихино Троицкого административного округа Москвы

С 1 июля 2012 года до 9 июня 2017 года в Наро-Фоминском муниципальном районе было 5 городских и 4 сельских поселения:
| №        | Муниципальное образование 2012—2017 | Админ. центр              | Количество населённых пунктов | Население (чел.) | Площадь (км²) |
| -------- | ----------------------------------- | ------------------------- | ----------------------------- | ---------------- | ------------- |
| 1e-06    | Городские поселения:                |                           |                               |                  |               |
| 1        | Апрелевка                           | город Апрелевка           | 9                             | ↗27 773          | 65,30         |
| 2        | Верея                               | город Верея               | 20                            | ↘6226            | 157,21        |
| 3        | Калининец                           | рабочий посёлок Калининец | 8                             | ↗22 475          | 78,94         |
| 4        | Наро-Фоминск                        | город Наро-Фоминск        | 13                            | ↘64 518          | 142,81        |
| 5        | Селятино                            | рабочий посёлок Селятино  | 11                            | ↗16 349          | 49,92         |
| 5.000002 | Сельские поселения:                 |                           |                               |                  |               |
| 6        | Атепцевское                         | село Атепцево             | 29                            | ↘7196            | 236,50        |
| 7        | Веселёвское                         | деревня Веселёво          | 33                            | ↘2240            | 205,78        |
| 8        | Волчёнковское                       | деревня Волчёнки          | 47                            | ↗3857            | 302,50        |
| 9        | Ташировское                         | деревня Таширово          | 36                            | ↗6639            | 313,95        |

В ходе муниципальной реформы в Московской области по преобразованию муниципальных районов в городские округа 9 июня 2017 года законом № 77/2017-ОЗ муниципальное образование Наро-Фоминский муниципальный район было преобразовано в Наро-Фоминский городской округ  с одновременным упразднением всех ранее входивших в него муниципальных образований нижнего уровня — 5 городских и 4 сельских поселений.
8 июля 2017 года с точки зрения административно-территориального устройства, административно-территориальная единица Наро-Фоминский район была преобразована в город областного подчинения Наро-Фоминск с административной территорией.

## Населённые пункты
На момент упразднения, район включал 206 населённых пунктов, в том числе 5 городских (из них 3 города и 2 рабочих посёлка) и 201 сельский (из которых 12 посёлков, 3 села, 185 деревень и 1 хутор).

## Общая карта
Легенда карты:
|  | Более 50 000 жителей    |
|  | 10 000 — 25 000 жителей |
|  | 2 000 — 6 000 жителей   |
|  | 1 000 — 2 000 жителей   |
|  | Менее 1 000 жителей     |

## Символика
Герб
Герб Наро-Фоминского района утверждён 26 апреля 2002 года решением № 8/24 Совета депутатов Наро-Фоминского района. Внесен в Государственный геральдический регистр Российской Федерации под № 958.
Флаг
Флаг Наро-Фоминского района утверждён решением Совета депутатов Наро-Фоминского района от 21.02.2003 № 5 /33. Внесён в Государственный геральдический регистр Российской Федерации под № 1154.